# Campeonato Sudamericano de Atletismo Sub-18
El Campeonato Sudamericano de Atletismo Sub-18 es un evento bienal de atletismo organizado por la Confederación Sudamericana de Atletismo, (CONSUDATLE), la Federación Continental para el área de Sudamérica de la IAAF.  Su primera edición fue 1973, donde los atletas participantes eran sub-17. Desde el 2000, se aplicó la definición internacional del grupo de edad sub-18.  El torneo es abierto para atletas de los miembros de las federaciones de la CONSUDATLE. Atletas de países miembros a la IAAF, de otros continentes pueden ser invitados. Sin embargo, ellos no son considerados para la clasificación general y entrega de medallas.

## Eventos
Cada federación miembro tiene un cupo de dos atletas y un equipo de relevo por evento. Debido a la última edición del artículo 27 de las regulaciones de la CONSUDATLE los siguientes eventos son disputados durante los campeonatos:

### Masculino
- Dash: 100 metros, 200 metros, 400 metros, 800 metros, 1500 metros, 3000 metros
- Vallas: 110 metros (altura: 0.914 m), 400 metros (altura: 0.84 m)
- Obstáculos: 2000 metros
- Relevo: Relevo mixto 1000 metros (100m x 200m x 300m x 400m)
- Marcha atlética: 10.000 metros
- Lanzamiento: Bala (5 kg), Disco (1.5 kg), Martillo (5 kg), Jabalina (700 g)
- Salto: Salto de altura, Salto de longitud, Salto triple, Salto con pértiga
- Combinado: Octatlón (100 metros, salto largo, lanzamiento de bala, 400 metros, 110 metros con vallas, salto de altura, lanzamiento de jabalina, 1000 metros).

### Femenino
Desde 2012, hubo nuevos implementos para los lanzamientos (y consecuentemente para el heptatlón):
- Dash: 100 metros, 200 metros, 400 metros, 800 metros, 1500 metros, 3000 metros
- Vallas: 100 metros (altura: 0.762 m), 400 metros (altura: 0.762 m)
- Obstáculos: 2000 metros
- Relevo: Relevo mixto 1000 metros (100m x 200m x 300m x 400m)
- Marcha atlética: 5.000 metros
- Lanzamiento: Bala (3 kg; hasta 2011ː 4 kg), Disco (1 kg), Martillo (3 kg; hasta 2011ː 4 kg), Jabalina (500 g; hasta 2011ː 600 kg)
- Salto: Salto de altura, Salto de longitud, Salto triple, Salto con pértiga
- Combinado: Heptatlón (100 metros con vallas, salto de altura, lanzamiento de bala, 200 metros, salto largo, lanzamiento de jabalina, 800 metros).

## Premios
Las medallas son premiadas para miembros individuales y equipos de relevo para los tres primeros lugares de cada evento.
Los trofeos son premiados para los equipos de cada categoría (masculino y femenino) con el más alto número de puntos acumulados en toda la competencia. En adición, un trofeo es entregado al país por el título general.
Un trofeo es también entregado para el atleta (en masculino y femenino) con el mejor rendimiento.

## Sumario de campeonatos
|    | Año  | Ciudad             | País      | Fecha                  | Sede |
| -- | ---- | ------------------ | --------- | ---------------------- | --- |
| 1  | 1973 | Comodoro Rivadavia | Argentina | 2-4 de noviembre       | |
| 2  | 1975 | Quito              | Ecuador   | 8-11 de noviembre      | Estadio Atahualpa |
| 3  | 1976 | Santiago           | Chile     | 4-7 de noviembre       | |
| 4  | 1977 | Río de Janeiro     | Brasil    | 22-24 de julio         | |
| 5  | 1978 | Montevideo         | Uruguay   | 11-13 de noviembre     | |
| 6  | 1979 | Cochabamba         | Bolivia   | 3-5 de agosto          | |
| 7  | 1984 | Tarija             | Bolivia   | 13-16 de septiembre    | |
| 8  | 1986 | Comodoro Rivadavia | Argentina | 17-19 de octubre       | |
| 9  | 1988 | Cuenca             | Ecuador   | 2-4 de septiembre      | |
| 10 | 1990 | Lima               | Perú      | 22-24 de noviembre     | |
| 11 | 1992 | Santiago de Chile  | Chile     | 2-4 de octubre         | |
| 12 | 1994 | Cochabamba         | Bolivia   | 30-sep al 2-oct        | |
| 13 | 1996 | Asunción           | Paraguay  | 18-20 de octubre       | El evento deportivo se realizó en el Estadio Olímpico Consejo Nacional de Deportes C.N.D. Km 4 1/2. En la edición de 1996 se denomino Torneo Suramericano de Atletismo de Menores TOSAME 96 |
| 14 | 1998 | Manaus             | Brasil    | 23-25 de octubre       | |
| 15 | 2000 | Bogotá             | Colombia  | 4-5 de noviembre       | El Salitre El evento ser realizó en el Estadio de Atletismo de la Unidad Deportiva el Salitre U.D.S                                                                                         |
| 16 | 2002 | Asunción           | Paraguay  | 19-20 de octubre       | Consejo Nacional de Deportes |
| 17 | 2004 | Guayaquil          | Ecuador   | 25-26 de septiembre    | Estadio Modelo |
| 18 | 2006 | Caracas            | Venezuela | 14-15 de octubre       | Estadio Nacional “Brígido Iriarte” |
| 19 | 2008 | Lima               | Perú      | 29-30 de noviembre     | Villa Deportiva Nacional (VIDENA) |
| 20 | 2010 | Santiago           | Chile     | 9-10 de octubre        | Estadio Nacional Julio Martínez Prádanos |
| 21 | 2012 | Mendoza            | Argentina | 27-28 de octubre       | Parque San Martín |
| 22 | 2014 | Cali               | Colombia  | 29-30 de noviembre     | Estadio Olímpico Pascual Guerrero |
| 23 | 2016 | Concordia          | Argentina | 4-6 de noviembre       | TBD |
| 24 | 2018 | Cuenca             | Ecuador   | 30 de junio-1 de julio | Pista de Atletismo Jefferson Perez |
| 24 | 2020 | Paraguay           | Paraguay  | 1-13 de septiembre     | Pista de Atletismo De Paraguay |